# 八分 (地名)
八分，原寫為八份，是臺灣臺南市西港區的一個傳統地域名稱，位於該區中部略偏東。相較於今日行政區，其範圍大致包括港東里中部至北部、西港里北部、營西里南部、後營里南部。
本地區境內主要聚落為姑媽宮（八份）、烏竹林。

## 歷史
台灣日治初期，八分地區為一街庄，稱為「八份庄」（舊制街庄），隸屬於西港仔堡。該庄昔日西北與下宅仔庄為鄰，北與後營庄為鄰，東與檨仔林庄為鄰，南邊及西南邊為西港仔庄，西邊為中州庄。
1901年（日治明治三十四年）11月11日，全台廢縣廳改設二十廳，該庄隸屬於鹽水港廳。1904年（明治三十七年）4月1日，該庄編入「後營區」，隸屬於鹽水港廳。1906年（明治三十九年）4月1日，鹽水港廳內管轄區域調整，該庄改隸屬於「安業區」。1909年（明治四十二年）10月25日，全台合併二十廳為十二廳，安業區改隸屬於臺南廳。1920年（大正九年）10月1日，全台地方制度大改正，廢十二廳改設五州二廳，該庄改制並雅化為「八分」大字，隸屬於臺南州北門郡西港庄（新制街庄）。
戰後西港庄改制為西港鄉，隸屬於臺南縣，大字亦改制為村。1950年（民國39年）10月25日，雲、嘉、南分治，西港鄉仍隸屬於臺南縣。2010年（民國99年）12月25日，臺南縣、市合併為直轄臺南市，西港鄉改制為西港區。

## 聚落
本地區發展較早的聚落為姑媽宮（八份）、烏竹林、荔枝林（已消失）、打鐵（已消失）、土庫（已消失），在日治初期的官方地圖上已有記載。

## 交通
省道台19線又稱「中央公路」，是彰化至永康的幹道，經過本地區西部北側凸出部分的西部邊界地帶。由該道路北行可前往佳里區、學甲區、鹽水區、嘉義縣義竹鄉等地；南行可前往西港區西港市區、安定區、安南區、永康區西端，並止於六甲頂地區的省道台1線轉角路口。
市道173號是麻豆至九塊厝的道路，經過本地區中部。由該道路東北行可前麻豆區，並止於麻豆市區的市道171號暨市道176號路口；西南行可前往西港區西港市區、七股區南部，並止於省道台61線暨市道173甲線終點路口。
區道南44線是檳榔林至檨仔林的道路，經過本地區北部東側邊界地帶。
區道南45線是太西至西港的道路，經過本地區八份、烏竹林兩個聚落。
區道南45-1線是港東至八份的道路，全線位於本地區境內及邊界，其西側端點（起點）位於本地區西南部的市道173號路口，東側端點（終點）位於本地區東部邊界的區道南45線路口（八份聚落東側）。